# Progresivní hudba
Progresivní hudba je druh hudby, který rozšiřuje hranice jednotlivých žánrů. Termín pochází ze slova „progress“ (pokrok, vývoj), jímž jsou rovněž označovány jednotlivé žánry, jako progresivní rock, progresivní metal či progresivní country. Používá se rovněž v moderní elektronické hudbě, například elektronický house či elektronický trance. V marketingu je slovo „progresivní“ užíváno pro odlišení od komerční populární hudby. Progresivní hudba je často spojena s alternativní kulturou a často je spojována s konceptuálními alby.